# Zent (historische Verwaltungseinheit)
Eine Zent (Plural Zenten) oder Cent bezeichnete einen Gerichts- und Verwaltungsbezirk im Heiligen Römischen Reich, der sich teilweise auf Gaue im Frankenreich zurückverfolgen lässt.

## Zent
Der Name stammt von lateinisch centum „hundert“ und bezeichnete ursprünglich das Verwaltungsgebiet über ein „Hundertschaft“ (ca. 100 Familien). Ihr Verbreitungsbereich beschränkt sich aber im Wesentlichen auf ein Gebiet entlang des Mains, begrenzt im Süden durch die Neckarmündung in den Rhein und im Norden durch den Zusammenfluss von Fulda und Werra zur Weser. Daneben gab es kleinere Verbreitungsgebiete von Verwaltungs- bzw. Gerichtsbezirken mit von Cent abgeleiteten Namen wie:
- Zenderer: an der Mosel in Hunsrück und Eifel
- Huntari: im Gebiet der oberen Donau
- Centenarius: im Umkreis des Bodensees

Die Funktion der Zenten als Verwaltungseinheit war vielfältig und veränderte sich im Laufe der Zeit. Immer war die Zent mit einer Gerichtsbarkeit verbunden, die durch das Zentgericht ausgeübt wurde. Üblicherweise fungierte bei den Verhandlungen der Zentgraf als Vorsitzender, das Urteil wurde aber von Schöffen gesprochen. Aber auch andere Verwaltungsaufgaben wie die Rekrutierung von militärischen Einheiten, die Festlegung und Überwachung von Maßeinheiten, die Unterhaltung von Richtplätzen, die Verwaltung der Dominalien (Kellerei), die Verpflegung von Amtspersonen und anderes mehr wurde der Zent auferlegt und durch den Zentgrafen organisiert und überwacht.
Der Bezirk einer Zent umfasste meist zwischen zehn und dreißig Orte. Die mittelalterlichen Gerichtsbezirke waren allerdings vielfach durch exempte Orte und Personen durchlöchert. Besonders die Adeligen, die Klöster und die Städte genossen den regulären Gerichten gegenüber Immunität und bildeten eigene Gerichte. Ein Weistum des Hochstifts Würzburg aus der Zeit um 1300 belegt, „daz kein dienstman des riches oder dises stiftes czu Wirtzburg sulle entwurten an keyn czent im herzogtum czu Franken …“ (StAW, Standbuch 825, S. 372). An den Grenzen zu benachbarten Zentbezirken wurden – häufig noch heute sichtbare – Zentsteine zur Markierung errichtet.
Einige Zente waren weiter in sogenannte Reiswagen aufgeteilt. Die Bewohner eines solchen Gebietes mussten im Falle der Landesverteidigung einen Wagen mit zugehörigen Zugtieren und Fuhrknechten stellen. Verantwortlich für eine solche Einheit war in der Regel ein Oberschultheiß, der dem Zentgrafen unterstellt war.
Die Zente als Verwaltungs- und Gerichtsbezirke existierten teilweise bis zum Ende des 18. Jahrhunderts. Als Folge der Napoleonischen Kriege wurde das Heilige Römische Reich durch den Reichsdeputationshauptschluss, der die Bestimmungen des Friedens von Luneville umsetzte, neu geordnet und hörte 1806 nach der Niederlegung der Reichskrone endgültig auf zu bestehen. Bei den daraus resultierenden Neuorganisationen auf dem Gebiet des ehemaligen Heiligen Römischen Reiches wurden die letzten Zente aufgelöst.

## Zentgericht

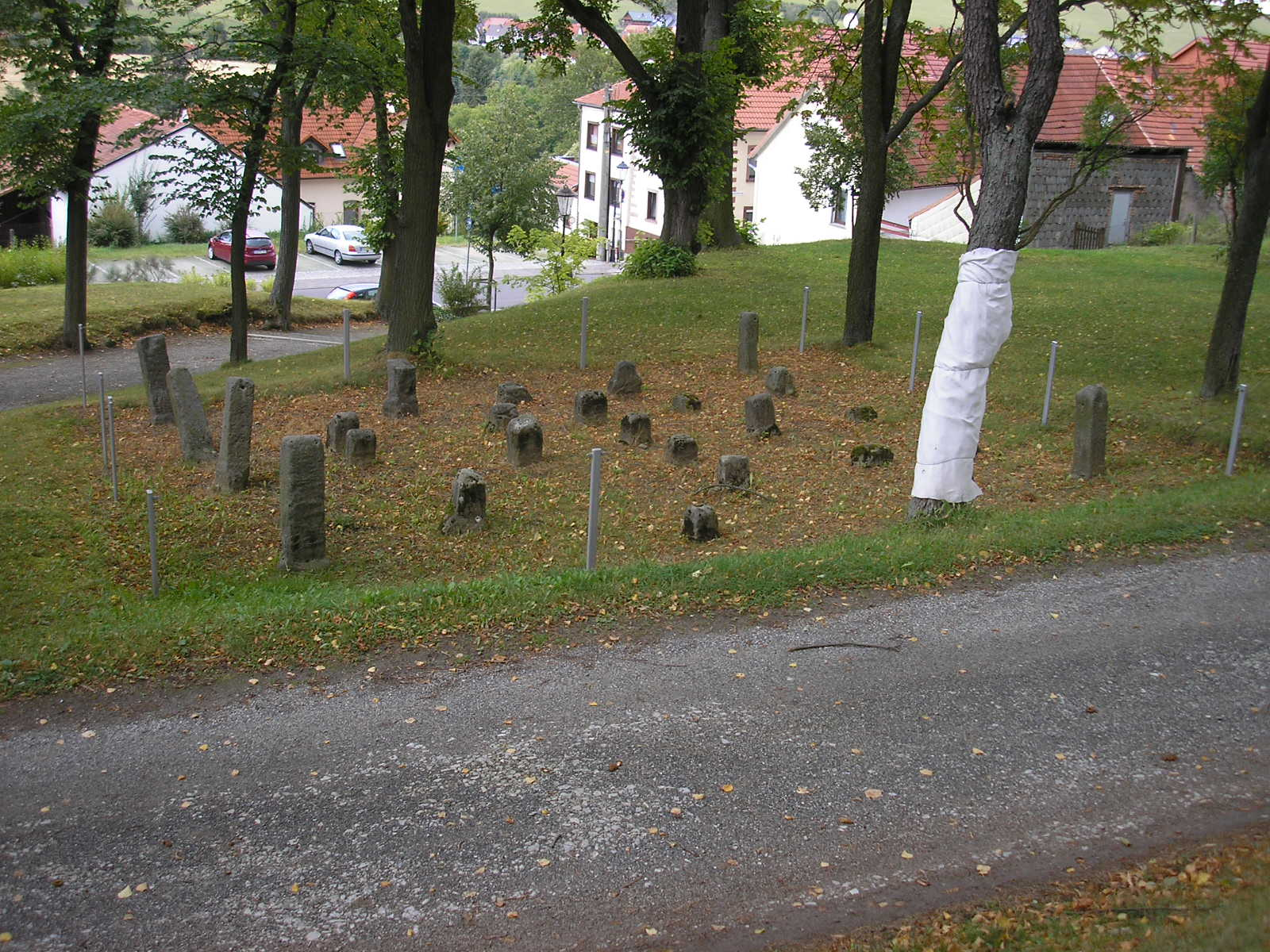
Zentgericht aus dem 11. Jahrhundert in Geisa in der Rhön

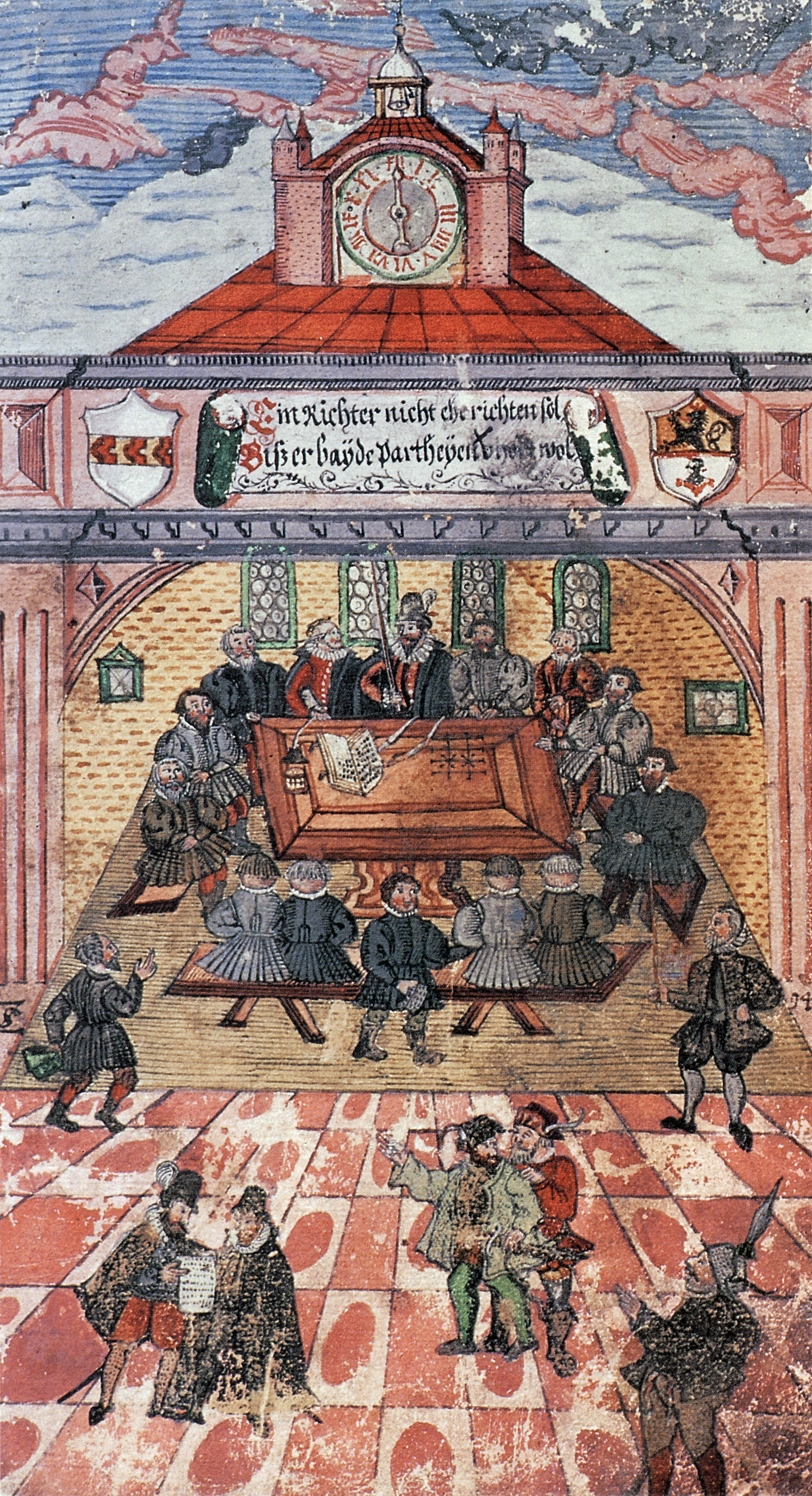
Memmelsdorfer Zentgericht. Kolorierte Zeichnung im Gerichtsbuch des Vogtes Sebastian Zollner (1589/96)

Das Zentgericht entspricht in seiner Bedeutung dem norddeutschen Gogericht. Regional ist auch die Bezeichnung „Veste“, „Feste“ oder „Landfeste“ für dieses Gericht üblich. Teilweise gehen die Gerichte noch auf das Fränkische Reich zurück, während andere erst während späterer Phasen des Mittelalters eingerichtet wurden.
Das Zentgericht bildeten Schöffen (oder Dingleute) unter Vorsitz eines Zentgrafen als herrschaftlichen Beamten. Für den Zentgrafen (auch Zentenarius oder Zentherr) waren regional unterschiedliche Titel üblich. Wie zum norddeutschen Gogericht, so gehören auch zum südwestdeutschen Zentgericht periodische Versammlungen sämtlicher Männer des Gerichtsbezirks.
Unterstützt wurde der Zentgraf vom Zentknecht.
Möglicherweise war das Zentgericht ursprünglich nur ein Niedergericht im Gegensatz zum Hoch- oder Blutgericht des Grafen. Die Hochgerichtsbarkeit wurde im Mittelalter zunehmend auf die Zentgerichte übertragen. Sie wurden im Hochmittelalter zum Instrument der Landesherrschaft, die nicht nur juristische, sondern auch zahlreiche Verwaltungsfunktionen übernahmen. Gegen Urteile der Zentgerichte war die Appellation an ein Gericht des Grafen möglich, unter bestimmten Umständen danach auch noch die Appellation an das Reichskammergericht oder den Reichshofrat.
Seit dem 15. Jahrhundert wurde die Rechtsprechung zunehmend durch Weistümer, landesherrliche Verordnungen, bestimmt. Durch Gerichtsordnungen verlegten die Landesherren die Judikative zunehmend in die Kanzleien. Die Zentgerichte verloren schrittweise ihre Bedeutung. Im Hochstift Würzburg bestanden bis 1809 Zentgerichte.

## Beispiel Heppenheimer Zent
Eine der größten Zenten war die Zent Heppenheim. Wann genau die „Zent Heppenheim“ eingerichtet wurde, ist unbekannt, sie dürfte anfangs den gesamten Südteil des Oberrheingaus umfasst haben, da sich die Zentgrenzen im Wesentlichen an Gaugrenzen des Frankenreichs und den kirchlichen Verwaltungsgrenzen orientierten.
Aus dem Jahr 1222 stammt die älteste schriftliche Überlieferung über ein Gericht in Heppenheim, das erst auf dem Kirchhof, und später auf dem Landsberg (oder Landberg; zwischen Heppenheim und Bensheim) tagte. Die Gerichtsstätte auf dem Landsberg ist seit 1224 eindeutig nachweisbar.
Mit der Rodung der großen Wälder des Odenwaldes wurde der Rahmen für neue Zentgebiete geschaffen. Etwa mit der Schenkung der „Mark Heppenheim“ und Heppenheims im Jahr 772 durch Karl den Großen und der Mark Michelstadt 819 durch Einhard an das Reichskloster Lorsch. Diese Schenkungen hatten vor allem das Ziel, die Urbanisierung des Odenwaldes, der damals noch weitgehend aus Urwald bestand, voranzutreiben.
Im Laufe der Zeit kam es zu mehreren Abspaltungen von neuen Zenten aus der „Heppenheimer Zent“, die aber teilweise noch abhängig von der „Heppenheimer Zent“ blieben und deren Oberhof bildete. Auch wurde die Hohe Gerichtsbarkeit dieser Zenten weiter durch die Heppenheimer Zent ausgeübt. Die einzige Ausnahme bildete die „Zent Fürth“, die ein eigenes Hochgericht hatte.
Durch den Landshuter Erbfolgekrieg (1504/05) wurde aus dem hessischen Gebiet um Zwingenberg die selbständige „Zent Zwingenberg“ gebildet. Einem Gebietsaustausch zwischen der Grafschaft Erbach und der Kurpfalz von 1561 bildete die Grundlage für die „Neu-Zent“ des pfälzischen Amtes Lindenfels. Die Hohe Gerichtsbarkeit über „Diebstahl, Mordgeschrei, Steinwurf, Räuber und Ketzerei“ blieb aber bis 1716 in Heppenheim. Urkunden bewiesen, dass die „Neu-Zent“ bereits 1613 bestand und dass 1665 Rechtssachen an das Zentgericht in Mittershausen und von da an das kurpfälzische Hofgericht appelliert wurden.
Auch die kleine „Zent Birkenau“ wurde um 1600 aus Adelsbesitz gegründet. Es blieben aber auch Orte bis zum Ende des 18. Jahrhunderts bei der Zent, wie das erbachsche Rimbach, die nicht mehr zum Mainzer Hoheitsgebiet gehören.